# Okręg wyborczy Warwick and Leamington
Okręg wyborczy Warwick and Leamongton powstał w 1885 r. i wysyła do brytyjskiej Izby Gmin jednego deputowanego. Okręg obejmuje miasta Warwick i Royal Leamington Spa.

## Deputowani do brytyjskiej Izby Gmin z okręgu Warwick and Leamington
- 1885–1895: Arthur Peel, Partia Liberalna
- 1895–1906: Alfred Lyttelton, Partia Liberalno-Unionistyczna
- 1906–1910: Thomas Berridge, Partia Liberalna
- 1910–1923: Ernest Pollock, Partia Konserwatywna
- 1923–1957: Anthony Eden, Partia Konserwatywna
- 1957–1968: John Hobson, Partia Konserwatywna
- 1968–1997: Dudley Smith, Partia Konserwatywna
- od 1997: James Plaskitt, Partia Pracy